# Terry Cooke
Terence John „Terry“ Cooke (* 5. August 1976 in Marston Green) ist ein ehemaliger englischer Fußballspieler.

## Sportlicher Werdegang
Cooke durchlief alle Jugendabteilungen bei Manchester United. Im September 1995 gab er sein Profidebüt in der Premier League gegen die Bolton Wanderers. In der Anfangszeit bei United hatte er einen sehr guten Start, wurde aber durch mehrere Verletzungen immer wieder zurückgeworfen.
Es folgten aus diesem Grund eine Reihe von Ausleihgeschäften zu diversen englischen Vereinen. 1999 wurde er für eine Million Pfund an Manchester City, an die er zuvor ausgeliehen war, verkauft. Dort konnte sich Cooke auch nicht durchsetzen und wurde abermals ausgeliehen.
2002 spielte er dann für Grimsby Town, ehe er 2003 wieder zu Sheffield Wednesday wechselte. Von dort aus ging er 2005 in die Major League Soccer zu den Colorado Rapids. Ab der Saison 2008 war er Kapitän der Mannschaft, bevor er im Juli 2009 nach insgesamt 106 Spielen aus dem Kader gestrichen wurde, um so die Ersatzverpflichtung von Jamie Smith vom FC Aberdeen einen Monat später zu ermöglichen. Der anschließende Versuch, sich den Seattle Sounders anzuschließen, scheiterte nach einem Probetraining genauso, wie bei Nottingham Forest, wo Cooke anschließend mittrainierte.
Ende November 2009 erhielt er beim australischen Klub North Queensland Fury eine Kurzzeitvertrag als Ersatz für den verletzten James Robinson.